# マイコプラズマ・カプリコルム
マイコプラズマ・カプリコルム（学名: Mycoplasma capricolum）はマイコプラズマの一種である。主にヤギの病原菌であるが、ヒツジやウシでも発見されている。この種は増殖または生存するために外部からのコレステロール供給源を必要とするが（which usually comes in the form of a natural fatty acid auxotroph）、取り込んだ脂肪酸はエネルギー生産の基質としてではなく、リン脂質の合成に利用される。
これは（特にcapripneumoniae亜種）、山羊伝染性胸膜肺炎（CCPP）と呼ばれるヤギの病気を引き起こす。